# Elijah Parish Lovejoy
Pour les articles homonymes, voir Lovejoy.
Elijah Parish Lovejoy, né le 9 novembre 1802 à Albion, dans le Maine, et mort le 7 novembre 1837 à Alton, dans l'Illinois, était un pasteur presbytérien, un journaliste et un abolitionniste américain qui fut assassiné alors qu'il tentait de protéger les presses de son journal anti-esclavagiste The Saint Louis Observer contre une bande de racistes esclavagistes.

## Biographie
En 1826, après avoir fini ses études au Colby College, il décide de devenir pasteur et en 1833, il est ordonné par l'église presbytérienne de Philadelphie. Il emménage à Saint Louis dans le Missouri, un état esclavagiste et y fonde un journal anti-esclavagiste le St. Louis Observer (en),. Il y condamne régulièrement le système raciste et esclavagiste comme contraire aux droits de l'Homme. 
En 1836, il fustige le lynchage d'un Afro-Américain, il condamne les tueurs et le juge qui a acquitté les assassins. 
Le 5 juillet 1837, il rédige un article pour participer à une conférence de l'American Anti-Slavery Society fondée par William Lloyd Garrison et Arthur Tappan, à la fin de la conférence il est décidé de créer une section locale. La section est créée le 26 octobre 1837.   
Les pressions sont telles qu'Elijah Parish Lovejoy quitte Saint Louis pour s'installer à Alton, c'est alors qu'un groupe d'une trentaine de personnes atteint l’entrepôt où sont les presses de son journal en attendant leur transfert. La bande met le feu au bâtiment, avant de tirer sur Lovejoy alors que ce dernier fuyait le bâtiment en flammes. Sa mort déclencha une controverse nationale entre abolitionnistes et anti-abolitionnistes,,.   
L'avocat Wendell Phillips prit la défense de l'imprimeur lors d'un discours délivré au Faneuil Hall de Boston le 8 décembre 1837, en l'élevant au rang de champion de la liberté de la presse,.
Son frère Owen Lovejoy (en) fut élu à la Chambre des représentants du Congrès des États-Unis, comme représentant de l'État Illinois et a continué la lutte contre l'esclavage.